# Erik Bromander
Erik Bromander, född 15 maj 1977 i Lund, är en svensk ämbetsman. Han var statssekreterare på näringsdepartementet 2014–2016.

## Utbildning
Bromander har studerat vid Stockholms universitet och avlade magisterexamen i företagsekonomi 2002. Efter sin studietid var han 2002–2003 vice ordförande för Sveriges förenade studentkårer.

## Arbetsliv
Under åren 2003–2014 arbetade han för Regeringskansliet samt länsstyrelsen i Stockholms län. Han var också politiskt aktiv som socialdemokratisk kommunpolitiker. 
År 2014 utsågs Bromander till statssekreterare i Näringsdepartementet under den socialdemokratiska infrastrukturministern Anna Johansson. 
År 2016 framkom att Bromander under sin tid som statssekreterare gjort ovanligt många och långväga utlandsresor i tjänsten och att han närmast uteslutande rest i dyrare ”business class” trots att resor enligt gällande riktlinjer normalt ska ske till lägsta pris. Han hade också kombinerat tjänsteresor och ledighet trots att besöken i sin helhet betalats av Regeringskansliet. Under sina två år som statssekreterare reste Erik Bromander för 829 000 kronor, ett högre belopp än vad som gällde för övriga kollegor och Bromanders egen minister. Bromander ska ha fullföljt resor som bedömts som onödiga och tagit ut traktamente för dagar utan arbete. Som en följd av detta fick han i oktober 2016 lämna sin tjänst som statssekreterare.
Under hans tid som statssekreterare ansvarade Bromander bland annat för Transportstyrelsen och efter hans avgång uppdagades affären om myndighetens IT-upphandling. Upphandlingen innebar bland annat att driften av fordons- och körkorkortsregistret som bland annat innehåller uppgifter om personer med skyddad identitet togs över av extern personal som inte säkerhetsprövats. Enligt Anna Johansson hade Bromander underlåtit att informera henne om frågan.
Sedan april 2019 är Bromander chef för samhällsbyggnad och infrastruktur i Region Jönköpings län.

## Familj
Erik Bromander är son till litteraturkritikern Lennart Bromander.[källa behövs]